# 분데스쿤스트삼름룽
독일 연방공화국 정부가 소유한 현대 미술 작품의 컬렉션인 분데스쿤스트삼름룽(Bundeskunstsammlung) 또는 독일 연방 공화국 현대 미술 컬렉션은 현대 작품들로 이루어져 있다.
1970년 총리 빌리 브란트가 독일 예술가 연맹 회장의 제안을 받아들여 창립된 분데스쿤스트삼름룽은 창의적 예술이 민주 사회에서 중요한 역할을 하는 원칙을 기반으로 한다. 이 컬렉션은 중앙에 고정된 영구적인 거주처가 없으며, 대신 작품들은 전국의 다양한 박물관과 정부 사무실에서 전시된다. 독립적인 위원회가 5년 동안 임기를 맡아 작품들을 선정한다.
2020년 기준, 이 컬렉션에는 Isa Genzken, Thomas Struth, Olafur Eliasson, Jonathan Monk, Georg Baselitz, Markus Lüpertz, A. R. Penck, Markus Oehlen, Gerhard Richter, Wolfgang Tillmans 등 1,700여 점의 작품이 소장되어 있다. 연간 예산은 일반적으로 50만 유로를 넘지 않는다. 2012년부터 2020년까지 이 컬렉션은 총 300여 점의 작품을 270만 유로에 구입했다.또한 2020년에는 독일 내 코로나19 대유행의 경제적 영향을 극복하는 데 도움을 주기 위해 약 150여 점의 작품을 총 300만 유로어치로 구매하겠다고 공약했다.

## 참조
1. ↑  “BEAUFTRAGTER FÜR KULTUR UND MEDIEN”. German government. 2010년 9월 11일에 원본 문서에서 보존된 문서. 2010년 10월 5일에 확인함.
2. ↑  Catherine Hickley (August 3, 2020), Germany boosts art acquisition budget to €3m from €500,000 to support artists and galleries The Art Newspaper.
3. ↑  Frank Pergande (August 2, 2020), Bund gibt drei Millionen Euro als Corona-Hilfen für Kunst aus Frankfurter Allgemeine Sonntagszeitung.
4. ↑  Catherine Hickley (August 3, 2020), Germany boosts art acquisition budget to €3m from €500,000 to support artists and galleries The Art Newspaper.